# Loncopué (kommunhuvudort i Argentina)
Loncopué är en kommunhuvudort i Argentina.   Den ligger i provinsen Neuquén, i den sydvästra delen av landet, 1 200 km väster om huvudstaden Buenos Aires. Loncopué ligger 963 meter över havet och antalet invånare är 4 323.
Terrängen runt Loncopué är platt västerut, men österut är den kuperad. Loncopué ligger nere i en dal. Trakten runt Loncopué är nära nog obefolkad, med mindre än två invånare per kvadratkilometer.. Det finns inga andra samhällen i närheten. 
Omgivningarna runt Loncopué är i huvudsak ett öppet busklandskap.